# Anna Maxwell Martin

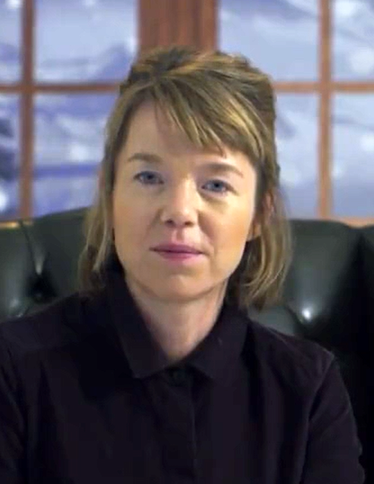
Anna Maxwell Martin, 2019

Anna Maxwell Martin (* 10. Mai 1977 in Beverley, England) ist eine britische Schauspielerin. Bekannt wurde sie durch ihre Rollen als Esther Summerson in der BBC-Verfilmung von Charles-Dickens-Klassiker Bleak House (2005) und als Bessy Higgins in North & South (2004) nach dem gleichnamigen Roman von Elizabeth Gaskell.

## Leben
Sie studierte zunächst Geschichte (mit Schwerpunkt auf den Ersten Weltkrieg) an der Liverpool University. Nach ihrem Abschluss begann Maxwell Martin ihr Schauspielstudium an der London Academy of Music and Dramatic Art (LAMDA).
Sie war für ihre Rolle in einer Theateradaption der Romantrilogie His Dark Materials für den renommierten britischen Theaterpreis Olivier Award nominiert. Für die Rolle der Esther Summerson in Bleak House wurde Maxwell Martin 2006 mit dem BAFTA als beste Schauspielerin ausgezeichnet. Außerdem war sie 2006 ebenfalls für den Broadcasting Press Guild Awards für ihre Rolle in Bleak House nominiert.
Ab Mitte Juli 2008 stand Maxwell Martin unter der Regie von Roger Michell in The Female of the Species im Vaudeville Theatre am West End in London auf der Bühne.
Aus der Beziehung zu Roger Michell gingen zwei Kindern hervor.

## Filmografie
- 2002: Inspector Barnaby (Episode: „Mord am St. Malley's Day“ (Midsomer Murders: Murder on St. Malley's Day))
- 2002: Eddie Loves Mary
- 2004: Liebeswahn – Enduring Love (Enduring Love)
- 2004: North & South (Mini-Serie, 3 Episoden)
- 2005: Doctor Who (Episode: „Langzeitstrategie“ (The Long Game))
- 2005: Bleak House (TV-Serie, 15 Episoden) [ BAFTA für Beste Schauspielerin]
- 2006: The Other Man
- 2006: The Wind in the Willows (Fernsehfilm)
- 2007: I Really Hate My Job
- 2007: Geliebte Jane (Becoming Jane)
- 2008: White Girl (Fernsehfilm)
- 2008: Poppy Shakespeare [ BAFTA für Beste Schauspielerin]
- 2009: Free Agents (TV-Serie, 3 Episoden)
- 2009: Freefall (Fernsehfilm)
- 2009: Moonshot (Fernsehfilm)
- 2010: On Expenses (Fernsehfilm)
- 2011: South Riding (Mini-Serie) [Nominierung für den BAFTA für Beste Schauspielerin]
- 2011: CBeebies Bedtime Stories (5 Episoden)
- 2011: The Night Watch (Fernsehfilm)
- 2012: Accused (Episode: „Tina's Story“)
- 2012–2014: The Bletchley Circle (Mini-Serie, 5 Episoden)
- 2013: Death Comes to Pemberley (Mini-Serie, 3 Episoden)
- 2013: Alan Partridge: Alpha Papa
- 2013: Philomena
- 2014: Die verlorene Ehre des Christopher Jefferies (The Lost Honour of Christopher Jefferies, Fernsehzweiteiler)
- 2015: Und dann gabs keines mehr (And Then There Were None, Miniserie, Episode 1x01)
- 2015: The Frankenstein Chronicles (Fernsehserie, 4 Episoden)
- 2016: Reg (Fernsehfilm)
- 2016–2022: Motherland (Fernsehserie, 20 Episoden)
- 2018: Mother’s Day (Fernsehfilm)
- 2019–2023: Good Omens (Fernsehserie, 4 Episoden)
- 2019–2021: Line of Duty (Fernsehserie, 5 Episoden)
- 2020: The Duke
- 2020–2022: Code 404 (Fernsehserie, 18 Episoden)
- 2022: A Spy Among Friends (Mini-Serie, 6 Episoden)
- 2024: Until I Kill You (Fernsehserie, 4 Episoden)

- 2024: A Good Girl’s Guide to Murder (Fernsehserie, 6 Episoden)

## Radiografie
- The Tall One als Samantha (BBC Radio 4, 1.–5. September 2003)
- The Raj Quartet als Daphne Manners (BBC Radio 4, 10. April – 5. Juni 2005)
- The Ante Natal Clinic als Ros (BBC Radio 4, 19. Januar 2006)
- The Sea als Rose (BBC Radio 4, 15. April 2006)
- Great Expectations als Estella (BBC Radio 4, 6 & 13. August 2006)
- The Invention of Childhood als eine der Erzählerinnen (BBC Radio 4, 25. September – 3. November 2006)
- Crooked House als Sophia Leonides (BBC Radio 4, 8.–29. Februar 2008)

## Theater
- The Little Foxes als Alexandra – am Donmar Theatre, London (2001)
- The Lion, the Witch and the Wardrobe als Lucy – für die Royal Shakespeare Company am Sadler’s Wells Theatre (6. Dezember 2001 – 26. Januar 2002)
- The Cot of Utopia als Alexandra, Maria and Tata – am Royal National Theatre, London (2002)
- Collateral Damage II (Gedichte) – am National Theatre, London (14. März 2003)
- Honour als Sophie – am Royal National Theatre, London (2003)
- Three Sisters als Irina – am Royal National Theatre, London (2003)
- His Dark Materials als Lyra – am Royal National Theatre, London (Januar–März 2004)
- Songs of Innocence and Experience (Gedichte) – am National Theatre (18. Februar 2004)
- The Marriage of Heaven and Hell (Gedichte) – am National Theatre, London (25. Februar 2004)
- Dumb Show als Liz – am Royal Court Theatre, London (2. September – 9. Oktober 2004)
- Other Hands als Hayley – am Soho Theatre, London (15. Februar – 11. März 2006)
- Cabaret als Sally Bowles – am Lyric Theatre, London (23. September 2006 – 31. März 2007)
- The Female of the Species – am Vaudeville Theatre, London (10. Juli – 4. Oktober 2008)